# 昭披耶·那空是貪瑪叻 (內·那·那空)
昭披耶·那空是貪瑪叻 (內·那·那空)（1776年—1838年）是暹羅（泰國）的一位王子。他是吞武里王國國王鄭昭的兒子。他的母親是昭宗·曼達·昭英專。昭英專是昭披耶·那空是貪瑪叻 (努)的女兒，努在1769年被鄭昭打敗後，鄭昭迎娶昭英專，後來生下了他。
內·那·那空於1811年至1838年被任命為那空是貪瑪叻的城主，統治那空是貪瑪叻。英國人不清楚當時的情況，將其當作獨立國家的君主，稱他為「六坤的拉者」（Raja of Ligor）。